# Award SuperNova -Loves Best-
『Award Supernova -Loves Best-』（アワード・スーパーノヴァ ラヴズ・ベスト）は、2008年2月13日に発売された、日本の音楽グループであるm-floの2枚目のベスト・アルバムである。2003年から展開されたm-flo loves who?体制中に発表した楽曲により構成されている。

## 解説
『The Intergalactic Collection 〜ギャラコレ〜』（2003年）以来約5年ぶりとなるベスト・アルバムであり、m-floの第2期「Lovesプロジェクト」最後のアルバム。「CD＋DVD」「CDのみ」の2形態で発売。
m-flo loves who?体制期間中に発表されたシングルのA面楽曲8曲（『DOPAMINE』は収録されていない）に加え、「Loves」1枚目のアルバム『ASTROMANTIC』より1曲、2枚目の『BEAT SPACE NINE』より1曲、企画アルバムである『m-flo inside -WORKS BEST II-』より1曲、3枚目の『COSMICOLOR』初出より1曲、およびボーカル入り新曲1曲とインタールード等により構成されている。
新曲「love comes and goes」は、これまでに複数回Lovesした日之内エミ、Ryohei、Emyli、YOSHIKA、LISAといったm-floファミリーとも呼べるアーティストたちを迎えており、Lovesシリーズの集大成とも言える楽曲に仕上がっている。
DVDには、新曲「love comes and goes」を含むLovesシリーズ期間中に制作された18曲のミュージック・クリップを収録。DVD収録曲のうち、8曲は本作のCDには未収録の曲である。
「CD＋DVD」「CDのみ」共に、初回盤は特殊ジャケット仕様。またパッケージの帯には、キャッチコピーとして「僕たち普通のグループに戻ります」と書かれている。
CMには、RIKIが出演。CMでは、自身がLovesされていないことを嘆いている。RIKIのシングル『紅のバックファイヤー』のC/W曲にはVERBALが参加。RIKIはその後rhythm zoneからメジャー・デビューを果たしている。
2005年の『BEAT SPACE NINE』以来となる2度目のオリコンアルバムチャート1位を獲得した。

## 収録曲
／のあとはフィーチャリング（Loves）したアーティスト。

### CD
1. The Beginning
ナレーション:草野仁
2. love comes and goes／loves 日之内エミ & Ryohei & Emyli & YOSHIKA & LISA
新曲。本作購入者限定のスペシャル企画として、同年2月27日に、史上初の「1枚限定シングル」としてリカットされた。
内容は、この曲が収録されたCDと本作のジャケットで使われた原寸大の胸像2体をセットにしたもので、価格は1,050円。本作購入者の中から、応募抽選で当たった1名だけに販売された。
3. miss you／loves melody. & Ryohei　
Loves 2ndシングル。
4. Lotta Love／loves MINMI　
企画アルバム『m-flo inside -WORKS BEST II-』収録曲
5. Chapter 5
ナレーション:銀河万丈
6. Loop In My Heart／loves Emyli & YOSHIKA
Loves 6thシングル（「HEY!」と両A面）
7. Cosmic Night Run／loves 野宮真貴 & CRAZY KEN BAND　
Loves 1stアルバム『ASTROMANTIC』収録曲
8. Summer Time Love／loves 日之内エミ & Ryohei
Loves 7thシングル
9. Chapter 9
ナレーション:銀河万丈
10. HEY!／loves Akiko Wada　
Loves 6thシングル（「Loop In My Heart」と両A面）
11. the Love Bug／loves BoA
Loves 3rdシングル
12. let go／loves YOSHIKA　
Loves 4thシングル
13. Ping
14. TRIPOD BABY／loves LISA　
Loves 2ndアルバム『BEAT SPACE NINE』収録曲
15. Luvotomy／loves 安室奈美恵　
Loves 3rdアルバム『COSMICOLOR』収録曲
16. Love Song／loves BONNIE PINK　
Loves 8thシングル
17. ∞ (インフィニティ)
18. REEEWIND!／loves Crystal Kay　
Loves 1stシングル
19. The Rest is History…
ナレーション:草野仁

### DVD
1. REEEWIND!/I LIKE IT／loves Crystal Kay
「REEEWIND!」の逆バージョンであるCrystal Kay loves M-FLO「I LIKE IT」とつながっている。
2. miss you／loves melody. & Ryohei
3. the Love Bug／loves BoA
4. WAY U MOVE／loves Dragon Ash
5. gET oN! -ugly duckling remix-／loves Crystal Kay（Remixed by UGLY DUCKLING）
6. let go／loves YOSHIKA
7. DOPAMINE／loves Emyli & Diggy MO'
8. Loop In My Heart／loves Emyli & YOSHIKA
9. TRIPOD BABY／loves LISA
10. ONE DAY -KREVA REMIX-／loves 加藤ミリヤ（Remixed by KREVA）
初DVD化クリップ。
11. Summer Time Love／loves 日之内エミ & Ryohei
12. Lotta Love -m&M mix-／loves MINMI
クリップで使用されている音源は、CDに収録されているバージョンとは別バージョンとなっている。
13. Love Song／loves BONNIE PINK
14. she loves the CREAM -Amazing Nuts! Ver.-／loves DOPING PANDA
オムニバスアニメ「Amazing Nuts!」とのコラボレーションクリップ。
15. Love Don’t Cry／loves Crystal Kay
初DVD化クリップ。
16. Love to Live By／loves Chara
初DVD化クリップ。全編アニメーションとなっている。
17. Lotta Love –yasutaka nakata capsule mix-／loves MINMI（Remixed by yasutaka nakata）
初DVD化クリップ。
18. love comes and goes／loves 日之内エミ & Ryohei & Emyli & YOSHIKA & LISA
撮り下ろしクリップ。